# 迪亞曼蒂納河

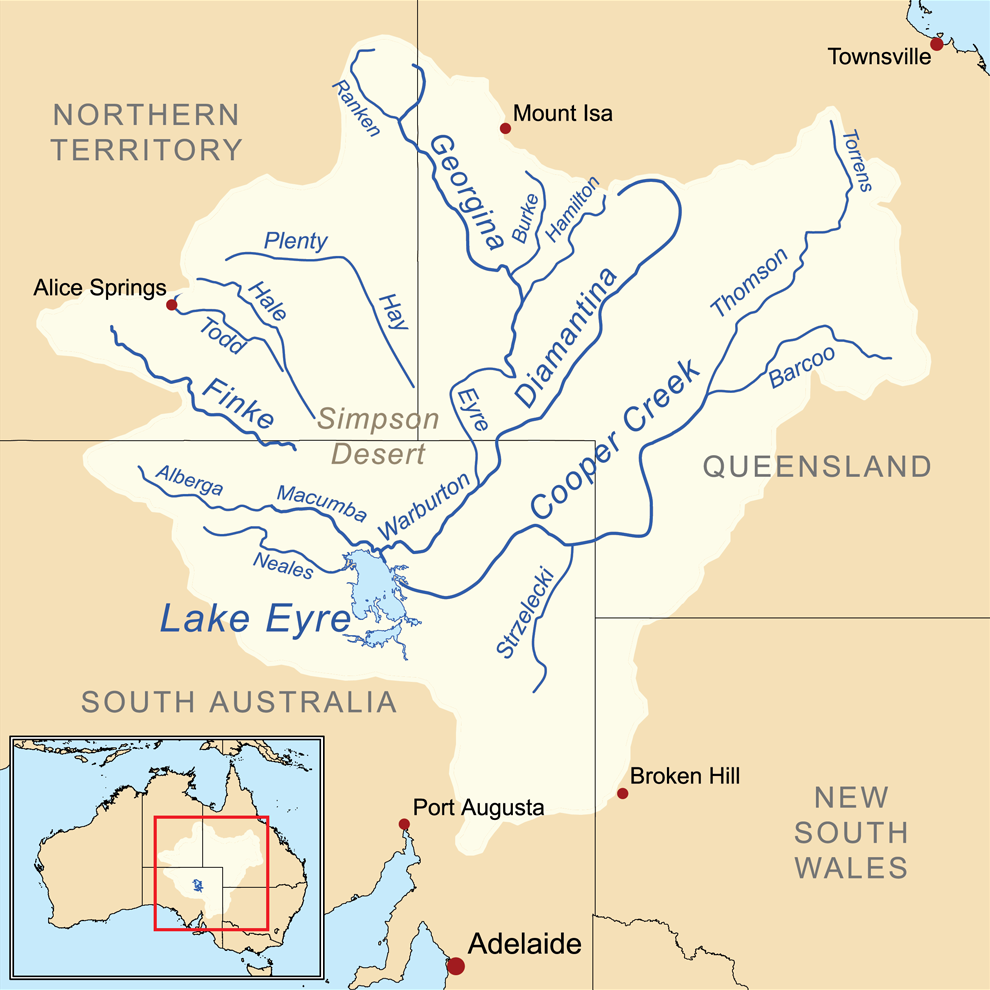

迪亞曼蒂納河（Diamantina River）是昆士蘭州中西部及南澳大利亞州北部的一條主要河流。這條河流由William Landsborough在1866年命名，得名於昆士蘭州首任州長George Bowen的夫人Diamantina Bowen。